# Afrique du Nord-Ouest

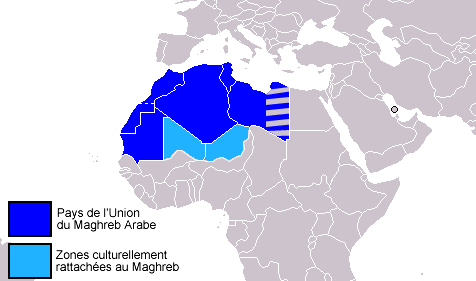
L'Afrique du Nord-Ouest.

 (juin 2017).
Si vous disposez d'ouvrages ou d'articles de référence ou si vous connaissez des sites web de qualité traitant du thème abordé ici, merci de compléter l'article en donnant les références utiles à sa vérifiabilité et en les liant à la section « Notes et références ».
L'Afrique du Nord-Ouest est une région du continent africain.
D'origine anglophone (Northwest Africa), cette dénomination est fréquemment utilisée dans plusieurs disciplines scientifiques telles que l'anthropologie, l'archéologie, la géologie et la géopolitique. En français, son utilisation se généralise dans les textes à caractère scientifique,.

## Géographie
Pays et territoires d'Afrique du Nord-Ouest, d'ouest en est :
- les îles Canaries ;
- le Maroc ;
- le Sahara occidental ;
- la Mauritanie ;
- l'Algérie ;
- la Tunisie ;
- la Libye ;

## Termes voisins
- Le territoire de l'Afrique du Nord-Ouest correspond approximativement à celui de la Libye antique. « Libye » est le plus ancien nom sous lequel était connue cette région du monde, et provenant du nom de la tribu libyque (berbère) des Libous.
- Durant l'Antiquité, « Africa » désignait à la fois la région de Carthage, qui correspond à l'actuelle Tunisie, et la déesse Africa d'origine libyque. L’Africa a constitué une province de l'empire romain : lors de la défaite de Carthage,  le territoire de la ville-état fut annexé. Les guerres menées par les romains dans la région leur ont permis de conquérir beaucoup de territoire de l’Afrique septentrionale qui constituèrent 4 province de l’empire romain :   l’Afrique Proconsulaire (formée de l’Africa et de l’Africa Nova, une autre province conquise après la chute de Carthage), la Numidie et les deux provinces procuratoriennes de Mauritanie. Ces provinces formaient l’Afrique romaine occidentale[3]. Après la conquête islamique, le nom s'est perpétué sous la forme arabisée d'Ifriqiya.
- En tamazight (berbère), langue autochtone d'Afrique du Nord-Ouest, la « Berbérie » ou le territoire des populations berbères, se dit Tamazgha.
- Le « Maghreb » (de l'arabe Couchant ; Occident), qui couvre dans sa conception la plus large la Mauritanie, le Maroc, l'Algérie, la Tunisie et la Libye. Ce terme est vu comme discriminatoire par certains Berbères car il occulte la dimension amazighe de cette région du monde.